# 細谷恒夫 (造園家)
細谷 恒夫（ほそや つねお、1944年 - ）は、日本のランドスケープアーキテクト。
株式会社あい造園設計事務所代表取締役会長。緑地計画・都市公園設計に従事した。

## 来歴
茨城県に生まれる。
1964年に千葉大学園芸学部農業別科を卒業。近代造園研究所、京央造園設計事務所を経て、1973年にあい造園設計事務所を設立した。
2011年、第33回日本公園緑地協会北村賞を受賞した。
企業外では、国土建設学院講師を務めたほか、以下の役職を歴任した。
- ランドスケープコンサルタンツ協会：顧問[8]
- 日本造園コンサルタント協会：理事・広報委員長[4]
- ランドスケープコンサルタンツ協会：参与[9]、関東支部長[10]、副会長[11]、
- 2020年東京オリンピック招致支援特別委員会：委員長[12]